# Танагра домініканська
Танагра домініканська (Spindalis dominicensis) — вид горобцеподібних птахів родини Spindalidae.

## Поширення
Поширений на острові Гаїті та сусідньому острові Гонав.

## Опис
Птах завдовжки до 16 см. Самці мають чорну голову з білими смужками. Шия жовто-оранжева, спина темно-жовта. Горло, груди, черево жовті з темно-червоною плямою на грудях. Хвіст і крила чорні з білими краями; є червонуваті плями на крилах. Оперення самиць менш яскраве. Верхня частина тіла оливково-коричневого кольору з жовтою крупою, а нижня частина біла з темними смугами.

## Спосіб життя
Мешкає у широколистяних і хвойних гірських лісах. Живиться фруктами, комахами, бруньками квітів.

## Розмноження
Період розмноження триває  з квітня по червень. Птахи будують чашоподібне гніздо з трави між гілками чагарників або дерев. У гнізді 2-3 білих яйця.